# Gerd Gericke
Gerd Gericke (* 20. April 1935 in Müllerdorf; † 7. August 2021 in Potsdam) war ein deutscher Dramaturg und Hochschullehrer.

## Leben
Gerd Gerike hatte bereits zwei Jahre in Halle (Saale) Landwirtschaft studiert, ehe er 1955 beschloss, an der Deutschen Hochschule für Filmkunst in Potsdam bei Günter Althaus Film- und Fernsehproduktion zu studieren. Dieser überzeugte ihn jedoch davon, der Dramaturgie den Vorzug zu geben. 1959 machte er seinen Abschluss als Diplom-Film-Ökonom und begann bei der Künstlerischen Arbeitsgruppe (KAG) Satirischer Kurzfilm (ab Mitte der 1960er Jahre dann Stacheltier) der DEFA in Berlin-Johannisthal als Aufnahmeleiter zu arbeiten. 1964 wurde das letzte Stacheltier produziert und die KAG erhielt den Namen Johannisthal, in der 1974 der Film Jakob der Lügner entstand. Nach der Ausweisung Wolf Biermanns im Jahr 1976 und den damit entstandenen Schwierigkeiten bei der Produktion von Spielfilmen wechselte Gerd Gericke gemeinsam mit seiner Frau Gabriele Herzog in den Bereich Kinderfilm. 

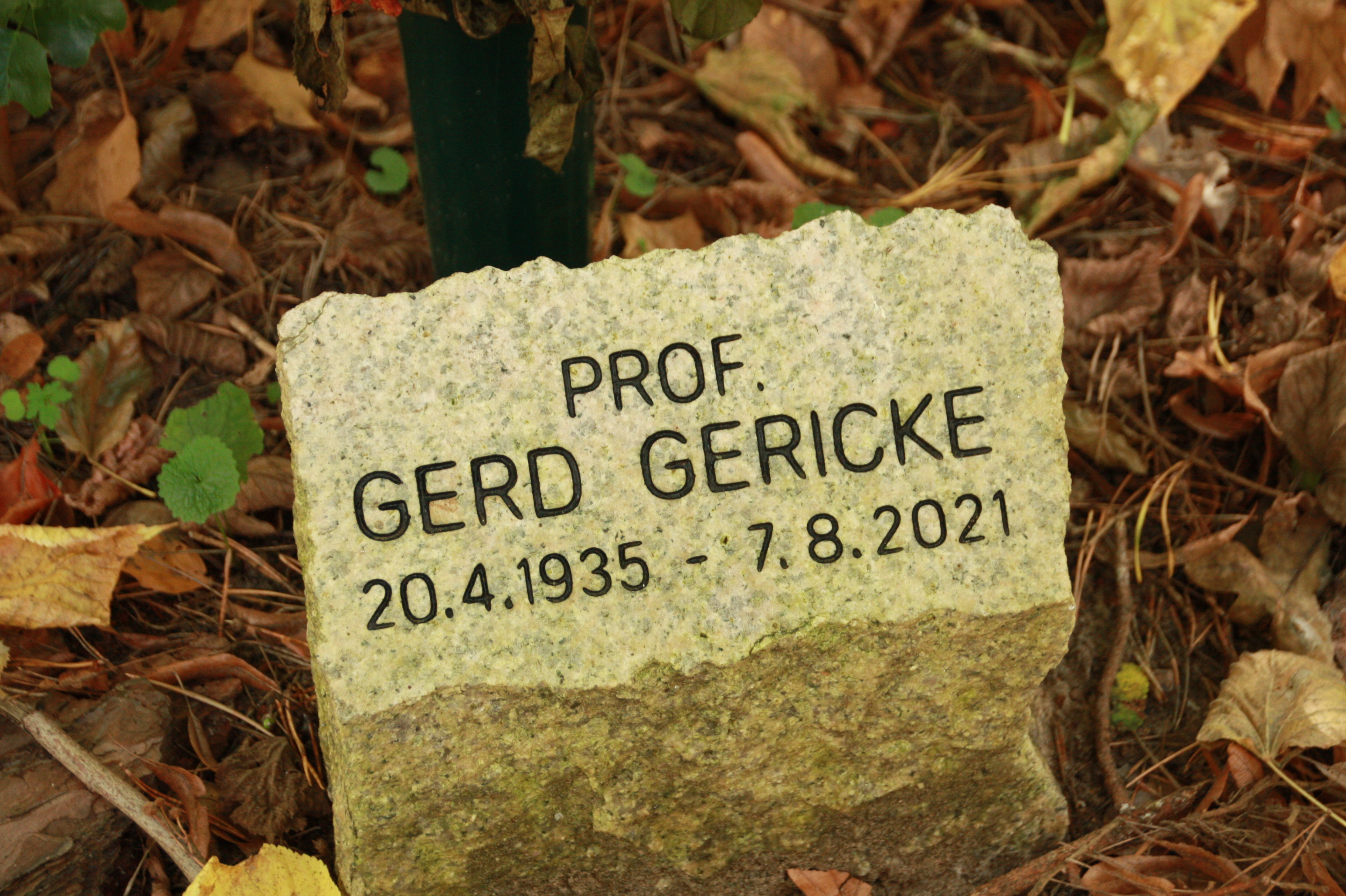
Grabstein auf dem Südwestkirchhof Stahnsdorf

In der Zeit der Wende engagierte sich Gerd Gericke im Verband der Film- und Fernsehschaffenden der DDR und wurde im Februar 1990 gemeinsam mit Helke Misselwitz und Rolf Richter als stellvertretender Vorstandsvorsitzender gewählt; außerdem war er Vorsitzender des Landesverbandes Berlin. Mit Beginn des Wintersemesters 1991 begann Gerd Gericke als Professor für Praktische Dramaturgie an der Hochschule für Film und Fernsehen Potsdam-Babelsberg (HFF), wo er bis zu seinem Ruhestand im Jahr 2001 blieb.
Gerd Gericke war mit der Dramaturgin und Autorin Gabriele Herzog (* 1948) verheiratet. Er verstarb am 7. August 2021 im Alter von 86 Jahren in Potsdam und fand seine letzte Ruhestätte auf dem Südwestkirchhof Stahnsdorf. Gerd Gerickes Sohn ist der Publizist und Sänger Henryk Gericke (* 22. Dezember 1964), der seine Jugend in der Berliner Punk-Szene verbrachte und im März 2024 das Sachbuch Tanz den Kommunismus – Punkrock DDR 1980 bis 1989 im Verbrecher Verlag veröffentlichte.

## Filmografie
(AL = Aufnahmeleitung; D = Dramaturgie; DB = Drehbuch)
- 1960: Das Stacheltier: Ein Pferd müßte man haben (AL)
- 1963: Geheimnis der 17 (DB)
- 1967: Hochzeitsnacht im Regen (D)
- 1968: Wir lassen uns scheiden (D)
- 1969: Jungfer, Sie gefällt mir (D)
- 1969: Im Himmel ist doch Jahrmarkt (D)
- 1970: Meine Stunde Null (D)
- 1974: Jakob der Lügner (D)
- 1976: Das blaue Licht (D)
- 1978: Das Versteck (D)
- 1979: Blauvogel (D)
- 1980: Der Spiegel des großen Magus (D)
- 1981: Pugowitza (D)
- 1981: Sing, Cowboy, sing
- 1982: Die Gerechten von Kummerow (D)
- 1983: Der Scout (D)
- 1983: Zille und ick (D)
- 1984: Die vertauschte Königin (D)
- 1985: Unternehmen Geigenkasten (D)
- 1985: Die Gänse von Bützow (D)
- 1986: Der Junge mit dem großen schwarzen Hund (D)
- 1987: Wie die Alten sungen… (D)
- 1987: Hasenherz (D)
- 1988: Das Herz des Piraten (D)
- 1988: Froschkönig (D)
- 1991: Olle Hexe (D)
- 2012: Die Vermissten (D)

## Auszeichnungen
- 1975: Nationalpreis der DDR 2. Klasse für Kunst und Literatur (im Kollektiv) für den Film: Jakob der Lügner[5]
- 1987: Kunstpreis des FDGB (im Kollektiv) für den Film: Wie die Alten sungen…[6]